# Carl Menzel (Bergbeamter)
Carl Ernst Hermann Menzel (auch Karl Menzel, * 6. April 1834 in Chemnitz; † 24. Dezember 1916) war ein deutscher Bergbeamter.

## Leben und Werk
Nach dem Besuch der Chemnitzer Gewerbeschule studierte Menzel von 1855 bis 1859 an der Bergakademie Freiberg. Zu seinen Lehrern gehörte der Mathematiker und Ingenieur Julius Weisbach, der ihn besonders förderte.
Nach Ableistung des praktisch-bergmännischen Arbeitskurses trat Menzel am 1. April 1862 bei der Kohleninspektion in Zwickau als Assistent in den Staatsdienst ein. In dieser Funktion führte er 1864 mit staatlicher Unterstützung eine Studienreise in das Saarbrücker und das Rheinisch-Westfälische Steinkohlenrevier durch, deren Ergebnisse er 1867 veröffentlichte.
Nach dem Inkrafttreten des Allgemeinen Berggesetzes für das Königreich Sachsen vom 16. Juni 1868 wurde er am 3. Januar 1869 Berginspektor für das Zwickauer Revier. Hier blieb er vorerst zwei Jahre, bis er 1871 den Staatsdienst verließ, um als Bergdirektor den Zwickauer Brückenberg-Steinkohlenbau-Verein zu übernehmen. In dieser Zeit sammelte er zahlreiche, für seinen weiteren Berufsweg wichtige, praktische Erfahrungen. So erfand er die nach ihm benannte „Menzel’sche Metallbremse“, eine Fangvorrichtung für Metallseile. Außerdem entwickelte er zusammen mit Bergrat Friedrich Hugo Berg auf dem Brückenbergschacht I eine Versuchseinrichtung zum Nachweis der gerade erst erkannten Explosionsgefahr von Kohlenstaub. Nach über acht Jahren wechselte er am 1. Juni 1879 wieder auf seinen alten Posten zurück.
Am 1. April 1885 erhielt er den Ruf an das Landesbergamt in Freiberg, wo ihm das Referat für den Kohlebergbau in Sachsen übertragen wurde. Ein Schwerpunkt seiner Arbeiten lag auch hier auf der Verhütung von Unglücksfällen im sächsischen Bergbau. Die Grubensicherheit war insbesondere durch die schwere  Schlagwetterexplosion am 1. Dezember 1879 in Zwickau mit 89 Toten in den Vordergrund gerückt. Zu diesem Zweck war 1881 eine Kommission unter Leitung von Karl Edwin Leuthold gegründet worden. Menzel oblag die technische Bearbeitung und Berichterstattung. Das Ergebnis der Kommission veröffentlichte er 1886 im Jahrbuch für das Berg- und Hüttenwesen im Königreiche Sachsen. Wichtigstes Ergebnis der Kommission waren die am 25. März 1886 erschienenen ersten Allgemeinen Bergpolizeivorschriften für das Königreich Sachsen. Auch an späteren Auflagen der Bergpolizeivorschriften war er beteiligt.
Überdies widmete er sich der Untersuchung von Senkungserscheinungen in seiner früheren Heimat Zwickau. Seit 1887 leitete er die Kommission für die Staatsprüfung der Markscheider. Ebenfalls seit 1887 gab er auf Veranlassung des sächsischen Finanzministeriums das Jahrbuch für das Berg- und Hüttenwesen im Königreiche Sachsen heraus.
1892 wurde er zum Oberbergrat und 1901 zum Geheimen Bergrat ernannt.

## Ehrungen
- 1889 Ritterkreuz I. Klasse des Albrechts-Ordens
- 1899 Ritterkreuz I. Klasse des sächsischen Zivilverdienstordens
- 1914 Offizierskreuz des Albrechts-Ordens
- 1914 Dr.-Ing. h. c. der Bergakademie Freiberg in Verbindung mit der TU Dresden in Anerkennung seiner hervorragenden Verdienste um den sächsischen Steinkohlenbergbau

## Werke (Auswahl)
- als Herausgeber: Jahrbuch für den Berg- und Hüttenmann im Königreiche Sachsen auf das Jahr … 1887–1916 (Digitalisat).
- Notizen, auf einer im Jahre 1864 ausgeführten Instructionsreise in die Bergreviere Saarbrückens und Westphalens gesammelt. In: Jahrbuch für den Berg- und Hüttenmann im Königreiche Sachsen. Jahrgang 1867, S. 191–222 (Digitalisat)
- Übersicht über die Thätigkeit der Commission zur Revision der bergpolizeilichen Vorschriften in Sachsen. In: Jahrbuch für den Berg- und Hüttenmann im Königreiche Sachsen. Jahrgang 1886, S. 1–51 (Digitalisat)